# Zuheros

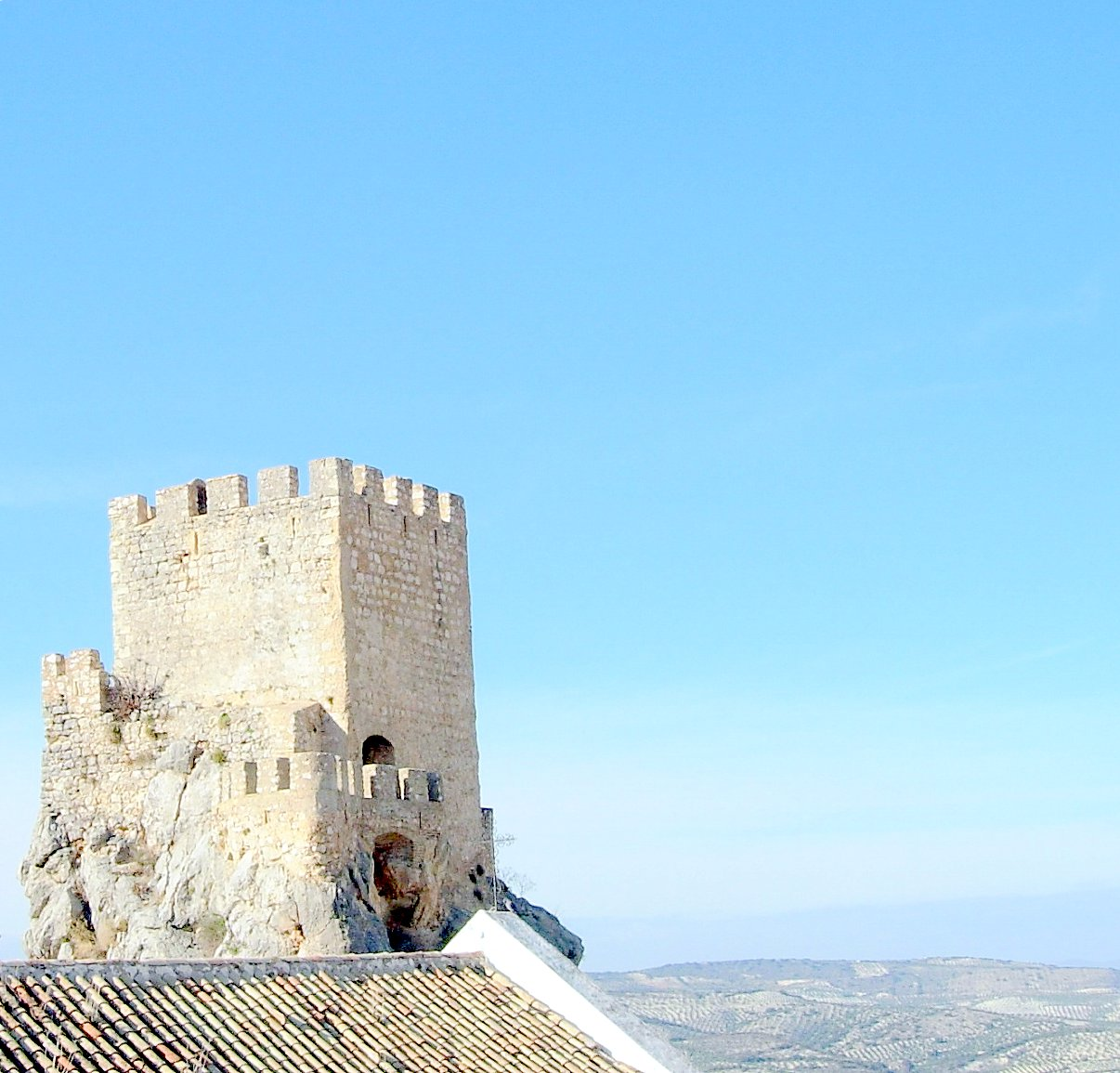
Zamek Juampa Mola w Zuheros.

Zuheros – gmina w Hiszpanii, w prowincji Kordoba w Andaluzji, 76 kilometrów od Kordoby.
Powierzchnia gminy to 42 km². Gmina położona jest na średniej wysokości 656 metrów nad poziomem morza. Zuheros znajduje się w paśmie górskim Sierra de la Subbética, pomiędzy miejscowościami: Doña Mencía i Luque. W gminie znajduje się zamek Juampa Mola.

## Demografia
- 1991 – 958
- 1996 – 930
- 1998 – 899
- 1999 – 904
- 2000 – 900
- 2001 – 895
- 2002 – 880
- 2003 – 851
- 2004 – 838
- 2005 – 835